# Joyride (Tinashe)
Joyride è il terzo album in studio della cantante statunitense Tinashe, pubblicato il 13 aprile 2018.
L'album è stato supportato da tre singoli; No Drama e Faded Love con Future e Me So Bad con French Montana e Ty Dolla Sign.

## Tracce
1. Keep Your Eyes on the Road (Intro) – 1:09
2. Joyride – 3:25
3. No Drama (feat. Offset) – 3:20
4. He Don't Want It – 2:52
5. Ooh La La – 3:15
6. Me So Bad (feat. Ty Dolla Sign e French Montana) – 3:08
7. Ain't Good for Ya (Interlude) – 1:03
8. Stuck with Me (feat. Little Dragon) – 3:25
9. Go Easy on Me (Interlude) – 0:31
10. Salt – 3:48
11. Faded Love (feat. Future) – 3:24
12. No Contest – 3:47
13. Fires and Flames – 3:46